# St. Augustinus (Düsseldorf-Eller)

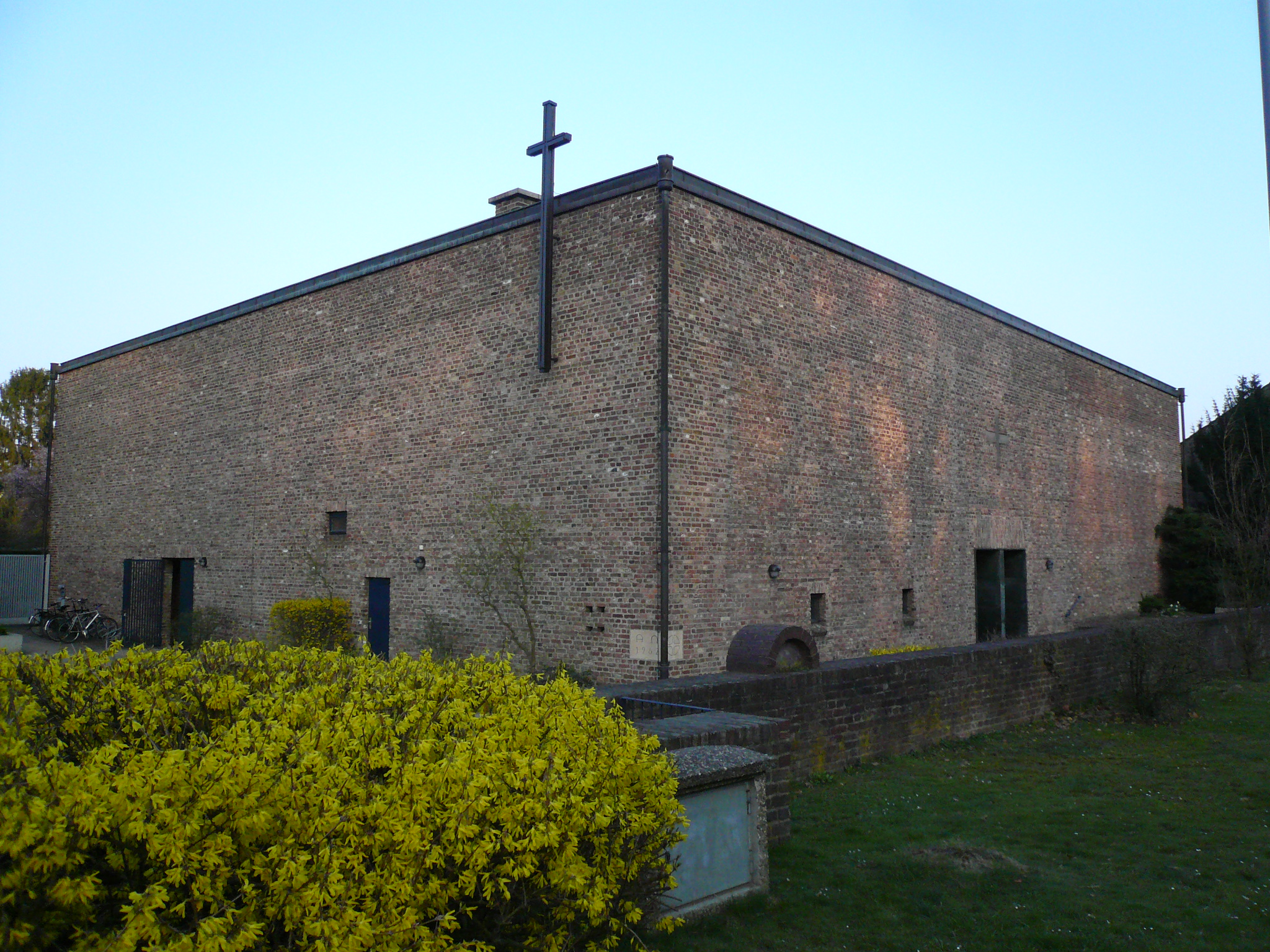
St. Augustinus

St. Augustinus ist eine katholische Gemeinde, dessen Pfarrzentrum im Süden des Düsseldorfer Stadtteils Eller liegt.

## Geschichte
Einem kurz nach dem Ersten Weltkrieg ins Leben gerufenen Kirchbauverein zur Errichtung einer weiteren katholischen Kirche in Eller wurde Anfang der 1930er Jahre eine kleine Kirche geschenkt, die zuvor schon in Wuppertal und in den beiden Düsseldorfer Gemeinden St. Mariä Empfängnis und St. Paulus als Notkirche gedient hatte. Die dem Typ einer Dorfkirche mit seitlichem Turm entsprechende Holzkirche wurde 1932 an der Deutzer Straße errichtet und als Filialkirche von St. Gertrud in Erinnerung an den großen Kirchenlehrer Augustinus, dessen 1500. Todestag zwei Jahre zuvor gefeiert worden war, ihm geweiht. Die Gemeinde wurde 1935 zum Rektorat erhoben und 1955 als Rektoratspfarrei kirchenrechtlich errichtet. Seit 2000 gehört sie zur  Pfarreiengemeinschaft Eller-Lierenfeld.

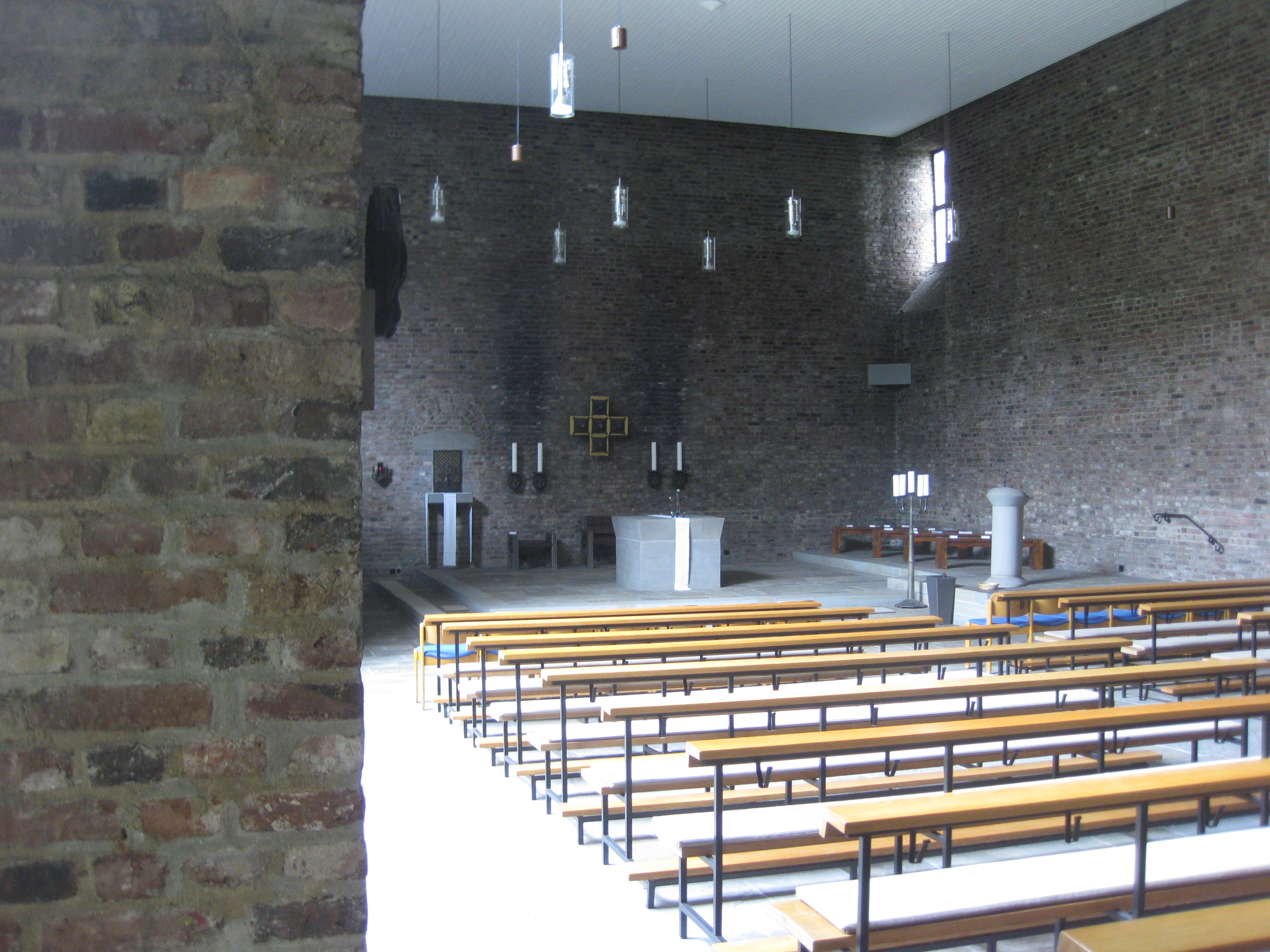
Kirche

## Architektur

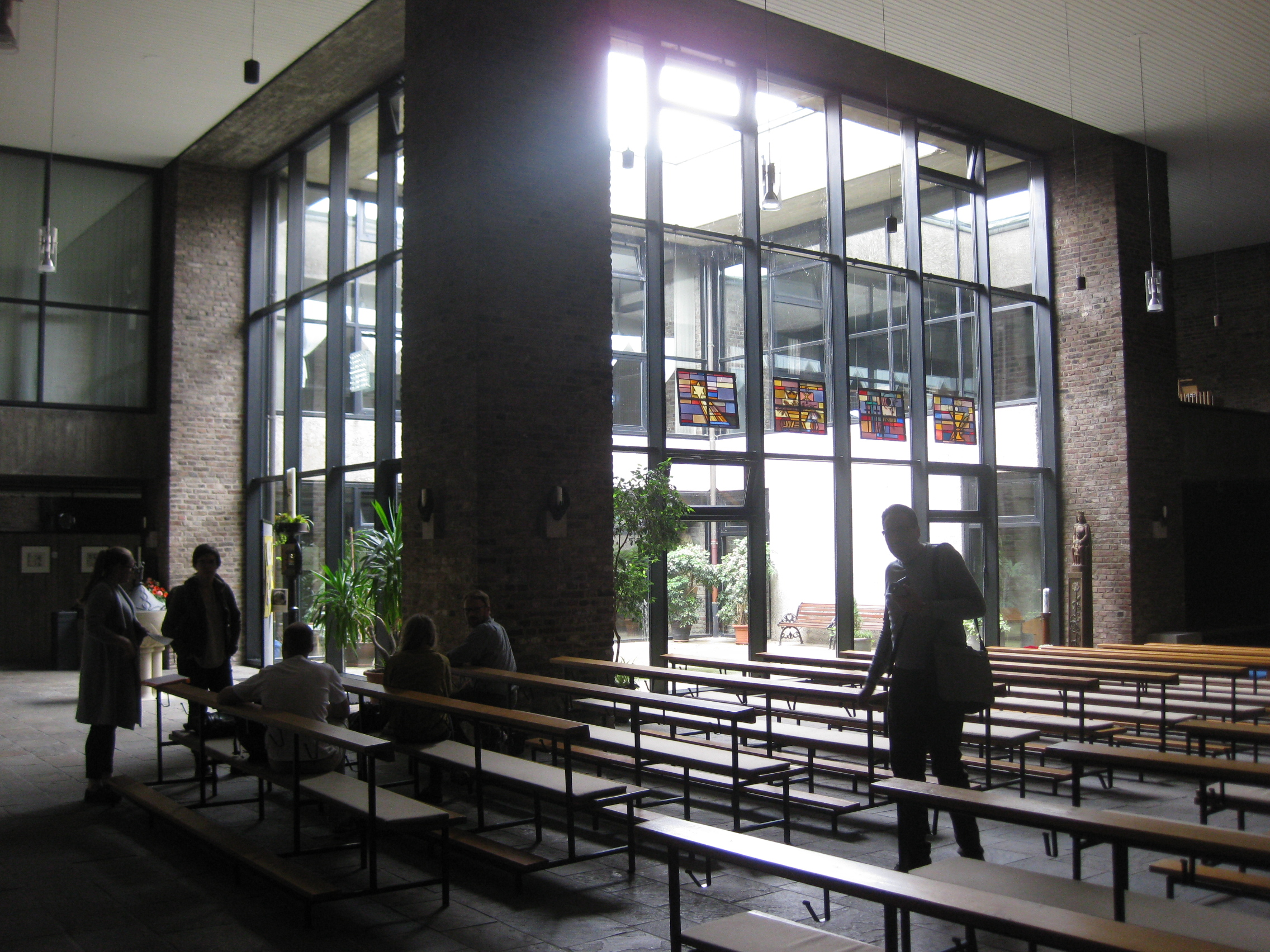
Blick aus der Kirche auf Innen- und Lichthof

Da diese Kirche im Zweiten Weltkrieg teilzerstört wurde, entschied sich die Gemeinde 1960 für den  Neubau  ein schlichtes Backsteingebäude  von Emil Steffann, der wie in St. Maria in den Benden zusammen mit Nikolaus Rosiny  ein Gotteshaus mit Pfarrsaal unter einem Dach um einen mittigen Licht- und Innenhof mit fensterlosen Außenmauern errichtete. Mit den Bauarbeiten wurden 1963 begonnen. Am 14. Dezember 1980 konsekrierte der Kölner Weihbischof Hubert Luthe das Gotteshaus.
Nach der Profanierung der Kirche St. Hedwig im südlichen Eller im Jahr 2006 wurde das 1973 von Hans Karst geschaffene, große Holzkreuz mit dem sich zuneigenden Gekreuzigten von dort nach St. Augustinus übertragen und vor der Kirche aufgestellt. Zusammen mit St. Gertrud und St. Michael in Lierenfeld gehört St. Augustinus seit dem Jahr 2000 zum Pfarrverband, seit 2005 zur Pfarreiengemeinschaft Eller-Lierenfeld.

## Glocken
| Nr. | Patron | Nominal | Gussjahr | Gießer          |
| --- | ------ | ------- | -------- | --------------- |
| 1   |        | dis³    | 1899     | Bochumer Verein |
| 2   |        | fis³    | 1899     | Bochumer Verein |

„Mollterz“